# Elenamarginia
Elenamarginia is een geslacht van uitgestorven kreeftachtigen uit de klasse van de Ostracoda (mosselkreeftjes).

## Soorten
- Elenamarginia catagrapha (Polenova, 1952) Berdan, 1986 †
- Elenamarginia costatiformis (Zanina, 1960) Berdan, 1986 †
- Elenamarginia multicostata (Polenova, 1952) Berdan, 1986 †
- Elenamarginia polenovae Berdan, 1986 †